# Stanisław Sierakowski (opat)
Stanisław Sierakowski OSB, Stanisław Sierakowski z Bogusławic herbu Ogończyk (ur. w Bogusławicach, zm. 30 maja  1662 na Świętym Krzyżu) – sekretarz króla Polski Władysława IV, od 1636 opat komendatoryjny klasztoru benedyktynów na Świętym Krzyżu. Studiował w Krakowie i Padwie.
Syn Marcina Sierakowskiego kasztelana inowrocławskiego, starosty przedeckiego i Anny Zielińskiej kasztelanki gdańskiej z domu Kostrzanka.
Dbał o rozwój opactwa i ośrodka pielgrzymek do Relikwii Krzyża Świętego. Nawiązał związki z klasztorem na Monte Cassino. W 1643 roku rozpoczął restaurację i przebudowę w stylu wczesnobarokowym kościoła i klasztoru na Świętym Krzyżu. Zajmował się też fundacją nowych opactw benedyktynów w Wielkim Księstwie Litewskim. Posiadał własny księgozbiór, dbał o jego powiększanie oraz o powiększanie biblioteki klasztornej.